# Кішестан
Кішестан (перс. كيشستان) — село в Ірані, у дегестані Генд-Хале, у бахші Тулем, шагрестані Совмее-Сара остану Ґілян. За даними перепису 2006 року, його населення становило 536 осіб, що проживали у складі 148 сімей.

## Клімат
Середня річна температура становить 14,16 °C, середня максимальна – 27,63 °C, а середня мінімальна – -1,50 °C. Середня річна кількість опадів – 1096 мм.
| Клімат поселення                              | Клімат поселення | Клімат поселення | Клімат поселення | Клімат поселення | Клімат поселення | Клімат поселення | Клімат поселення | Клімат поселення | Клімат поселення | Клімат поселення | Клімат поселення | Клімат поселення | Клімат поселення |
| Показник                                      | Січ.             | Лют.             | Бер.             | Квіт.            | Трав.            | Черв.            | Лип.             | Серп.            | Вер.             | Жовт.            | Лист.            | Груд.            |                  |
| Середній максимум, °C                         | 7,46             | 8,90             | 11,87            | 18,02            | 22,35            | 25,62            | 27,63            | 27,59            | 24,98            | 20,63            | 15,79            | 11,28            |                  |
| Середня температура, °C                       | 2,97             | 4,43             | 7,40             | 13,54            | 17,88            | 21,14            | 23,40            | 23,36            | 20,76            | 16,40            | 11,56            | 7,06             |                  |
| Середній мінімум, °C                          | −1,5             | −0,04            | 2,92             | 9,06             | 13,40            | 16,66            | 19,18            | 19,14            | 16,53            | 12,17            | 7,33             | 2,83             |                  |
| Норма опадів, мм                              | 115              | 90               | 83               | 50               | 43               | 29               | 25               | 56               | 117              | 181              | 161              | 146              |                  |
| Середньомісячна швидкість вітру, м/с          | 2.20             | 2.40             | 2.40             | 2.30             | 2.31             | 2.54             | 2.60             | 2.30             | 2.12             | 2.10             | 2.01             | 2.01             |                  |
| Середньомісячна сонячна радіація, кДж/м²·день | 6746             | 8938             | 10991            | 15687            | 20068            | 22222            | 23105            | 19390            | 15964            | 10846            | 8514             | 6524             |                  |
| --------------------------------------------- | ---------------- | ---------------- | ---------------- | ---------------- | ---------------- | ---------------- | ---------------- | ---------------- | ---------------- | ---------------- | ---------------- | ---------------- | ---------------- |
| Джерело:                                      |                  |                  |                  |                  |                  |                  |                  |                  |                  |                  |                  |                  |                  |